# 白氏文集
『白氏文集』（はくしもんじゅう、はくしぶんしゅう）は、中国唐の文学者、白居易の詩文集。数次の編集を経て、最終的に75巻本として会昌5年（845年）に完成、現在は71巻本が通行する。最初のものが長慶4年（824年）に成り、『白氏長慶集』と名付けられたため、後世もその名を以て呼ばれる。白居易自身は『文集』とのみ称した。

## 内容
白居易は有能な官僚であり、詩のほか策林（政治問題を論ず）、百道判（官僚の裁決模範集）、制誥（詔勅）、奏状、墓誌銘など史料的価値の高いものを多く残している。また新楽府・秦中吟などの諷諭詩には、当時の社会問題を反映したものが多い。白居易が親友である元稹に送った書によれば、自身の詩を諷諭・閑適・感傷・雑律に分類し、「諷諭詩」を「兼済（己の能力を発揮する道が開けているとき、そのような状況や立場にある時には広く手天下を救済することに努めるべきであるとすること）の志」に基づいて作ったもの、「閑適詩」を「独善（自分が世に容れられないときには明利に恬淡として自身を良く修めることに努めるべきであるとすること）の義」を詠んだものであると明示した上で、特に民衆の生活苦などを描き、詩による為政者への諷諫を目的とした諷諭詩に重きをおいたという。それに次いで意義のあるものが「閑適詩」であると述べている。

## 編纂過程と版本

### 編纂過程
白居易の文集の編纂は、元和10年（815年）、江州司馬に左遷されたことを契機とする。当初は親友・元稹により編まれ、長慶4年（824年）に『白氏長慶集』50巻として完成した。以降、白居易は人生の節目ごとに新たな作品を加え、自身の手で『白氏文集』を完成させてゆくことになる。
- 長慶4年（824年）：元稹編『白氏長慶集』50巻。
- 太和2年（828年）：推定5巻分程度の追加。
- 太和9年（835年）：『文集』60巻本。廬山・東林寺に奉納。
- 開成元年（836年）：65巻本。東都・聖善寺に奉納。
- 開成4年（839年）：67巻本。蘇州・南禅院に奉納。金沢文庫旧蔵本の祖本。
- 会昌2年（842年）：『白氏長慶集』50巻本以降の作品を20巻にまとめた『後集』を加え、『文集』70巻本。日本で盛んに読まれた。
- 会昌5年（845年）：70巻本以降の作品を5巻にまとめた『続後集』を加え、『文集』75巻本。
- 会昌6年（846年）：白居易没。

のち唐末の混乱期に『続後集』の大半が散逸し、北宋期に70巻本を根幹に若干の増補をおこなった。現在主に通行するのは後唐書写本による71巻本である。

### 「前後続集本」と「先詩後筆本」
以上の様に、『白氏文集』は新たな作品を順次追加するという編集が行われていったため、『前集』50巻（＝『白氏長慶集』）＋『後集』20巻＋『続後集』5巻という排列が原態である。この体裁を保つものを「前後続集本」という。しかし北宋に入り、読者の便宜を図り、詩を一括して前に、散文を全て後ろに編成し直した「先詩後筆本」が刊行された。そのため巻21以降の巻次が全く異なっている。南宋期には両者は混在していたが、明代に入って「先詩後筆本」が圧倒的多数となった。
現存最古の刊本である南宋・紹興本（紹興年間：1131-1162年）を始め、明・馬元調が校刻し、日本でも訓点を附した和刻本が刊行され広く流布した馬元調本など、中国に現存する刊本は全て「先詩後筆本」である。
一方、「前後続集本」は中国では消滅したが、朝鮮に伝わり、15世紀末には銅活字で、のち整版でも刊行された。この銅活字本が日本にも伝わり、江戸初期・元和4年（1618年）に那波觚（字・道円）が木活字で刊行した。同じく71巻本の那波本は、白居易の自註を相当部分削除し、また文字の異同もあるが、現在日本では底本として最もよく採用される。『白氏文集』の原編成を留める那波本は、清末に至って中国でもその存在が知られる様になり、民国8年（1919年）に刊行が始まる『四部叢刊』にて影印された。

### 『文苑英華』所引の『白氏文集』
北宋時代・太平興国7年（982年）～雍熙4年（987年）に成立した『文苑英華』にも白居易の著作が収録されている。『文苑英華』収載の白居易のテキストは、現存する中国の刊本系諸本よりも、唐代に日本に将来され受け継がれた写本（旧鈔本）と一致する箇所が多いことが、対校により指摘されている。ただし『文苑英華』自体、100巻分程度しか現存しない宋版（南宋・嘉泰4年（1204年）刊）と、テキストとしては劣る明版（隆慶元年（1567年）刊）とがあるため、注意が必要である。

## 日本への伝来
日本には平安時代・承和年間（834-848）以降に伝来し、70巻本が平安貴族の間で流行、具平親王がその詩の自注に「我が朝の詞人才子、白氏文集を以て規範と為す。故に承和以来、詩を言う者、皆な体裁を失わず」（『本朝麗藻』巻下「和高礼部再夢唐故白太保之作」）と記すが如く、王朝漢詩を一変させた。とりわけ巻3・4の諷諭詩・新楽府50篇は、藤原行成が書写し一条天皇に献上するなど特に重んじられた。『源氏物語』『枕草子』などにも大きな影響を与え、中でも「長恨歌」や「琵琶行」が特に有名である。ただし白居易が目的とした諷諫そのものが注目されるのは鎌倉時代以降であり、『源平盛衰記』『太平記』など軍記物には諷諭詩の主題に適う引用が散見される。またこの時期には抄録本も作られ、『文集抄』（国立国会図書館蔵）・『管見抄』（内閣文庫蔵）などがある。
白氏文集は『源氏物語』『枕草子』や藤原行成 紀貫之といった平安朝の文学に多く引用されており、以下は白居易の詩の一句を踏まえたものの中のひとつである。

### 旧鈔本
日本では『白氏文集』が伝えられて以来、よく愛読されたため、遣唐使によって唐から齎された鈔本（手書き本）を書写して受け継いだ、いわゆる旧鈔本が現在までに多数残っている。『文集抄』、『管見抄』、神田本（巻3・4 新楽府　京都国立博物館蔵）、そして金沢文庫本などがよく知られるところである。
これら日本に現存する旧鈔本は抄録本であったり、一部のみの残巻であるが、中国においては「先詩後筆本」の発生や、宋代以降に刊本として発刊する際の校訂作業に主観的な傾向があり、大幅な改変を加えるなどの行為がおこなわれたのに対し、日本においては、訓点などを施すものの、原則的に唐代のものが伝来されたままの内容を保っている（無論、書写間違いなどは存在する）ため、可能な限り参照すべきである。
中国には旧鈔本は残存せず、ペリオ将来の敦煌文献（フランス国立図書館蔵）の『白香山詩集』残巻が、中国に残っていたほぼ唯一の旧鈔本である。

### 金沢文庫本
留学僧・恵萼が会昌4年（844年）に蘇州・南禅院を訪れ、白居易直筆『白氏文集』を寺僧の協力を得て書写し、承和14年（847年）に帰国して齎した。博士家（菅家）に伝えられたものを鎌倉初期・寛喜3年（1231年）頃～貞永2年（1233年）にかけて、豊原奉重が一部（巻22・54・63など）を自らの手で、残りは傭筆で書写し、全巻の校正をおこなった。嘉禎2年（1236年）に唐本で以て校点を加え、更に建長4年（1252年）に「貴所（冷泉宮）」の御本で以て再度校点を施した。これらは紀伝点が施されており、渋引表紙の装丁で奉重の外題が手筆された巻子本であったと想定される。のち、設立後間もない時期に金沢文庫に収められ、金沢文庫本『白氏文集』の中核となった。現在、奉重本として残るものは23巻あるが、「金沢文庫本」と称される『白氏文集』は、奉重本の他に平安後期写本（数種あり）、江戸時代写本など年代・伝来を異にする諸本を含んでいるため、区別が必要である。
その後の伝来は不明であるが、『経籍訪古志』には、活字本を刊行した那波道円と関わりの深い林羅山が、金沢文庫本を用いて途中まで校正をおこなった旨が記載されており、京都の公家の何某かの手許にあったと推測されている。また慶長期（1596-1614年）までに一部が流出しているが、それまでにも何度か書写されたと考えられている。
金沢文庫本『白氏文集』は、明治になって大部分が田中勘兵衛教忠の手に渡り（角坊（すみのぼう）文庫）、大正6年（1917年）1月、26巻中の20巻が和田維四郎（雲村）により久原文庫に購入された。田中家残存の6巻の内、巻23は三井右衛門に譲渡されたが、それ以外の5巻は子・忠三郎、孫・穣と継承、最終的に国に移管され、国立歴史民俗博物館に収蔵された（「田中穣氏旧蔵典籍古文書」）。久原文庫購入の20巻は、一時京都帝国大学図書館に寄託されたのち、昭和22年（1947年）に東急電鉄主宰・五島慶太が購入し、大東急編成記念図書館の所蔵となった。三井右衛門に譲渡された巻23は、既に三井家にあった巻38（別本重複巻）と併せ、平成23年（2011年）秋に三井依子（新町三井家）より三井文庫に寄贈され、三井記念美術館が収蔵している。また江戸後期の考証学者狩谷棭斎旧蔵の巻28および巻33があり、巻28は久原文庫に収蔵され、巻33は天理大学附属天理図書館に所蔵されている。この他、保阪潤治旧蔵の巻40があるが、田中家から分離したものであるかは分かっていない。現在の所在は不明。

## テキスト

### 校注
- 平岡武夫・今井清 校訂『白氏文集』、京都大学人文科学研究所、1971-73年。
- 顧学頡 校点『白居易集』（中国古典文学基本叢書）、中華書局、1979年。※底本：南宋・紹興本
- 朱金城（中国語版） 箋校『白居易集箋校』、上海戸籍出版社、1988年。※底本：明・馬元調（中国語版）本
- 謝思煒 校注『白居易文集校注』（中国古典文学基本叢書）、中華書局、2011年。※底本：南宋・紹興本。日本の旧鈔本なども含め校勘。

### 金沢文庫本図版
- 川瀬一馬（監修）『金澤文庫本 白氏文集』、大東急記念文庫、勉誠社、1983-84年（全4巻）。
- 国立歴史民俗博物館館蔵史料編集会（編）『漢詩文』（貴重典籍叢書・文学篇 第21巻）、臨川書店、2001年。
- 天理図書館善本叢書漢籍之部編集委員会（編）『文選・趙志集・白氏文集』（天理図書館善本叢書 漢籍之部 第2巻）、天理大学出版部、1980年。

### 訳註本
- 『白氏文集 一』（新釈漢文大系）、明治書院、2017年、岡村繁（訳註者代表）、ISBN 978-4-625-67324-5
- 『白氏文集 二（上）』（新釈漢文大系）、明治書院、2007年、岡村繁（訳註者代表）、ISBN 978-4-625-67310-8
- 『白氏文集 二（下）』（新釈漢文大系）、明治書院、2007年、岡村繁（訳註者代表）、ISBN 978-4-625-67313-9
- 『白氏文集 三』（新釈漢文大系）、明治書院、1988年、岡村繁（訳註者代表）、ISBN 978-4-625-57099-5
- 『白氏文集 四』（新釈漢文大系）、明治書院、1990年、岡村繁（訳註者代表）、ISBN 978-4-625-57100-8
- 『白氏文集 五』（新釈漢文大系）、明治書院、2004年、岡村繁（訳註者代表）、ISBN 978-4-625-67303-0
- 『白氏文集 六』（新釈漢文大系）、明治書院、1993年、岡村繁（訳註者代表）、ISBN 978-4-625-57102-2
- 『白氏文集 七（上）』（新釈漢文大系）、明治書院、2008年、岡村繁（訳註者代表）、ISBN 978-4-625-57103-9
- 『白氏文集 七（下）』（新釈漢文大系）、明治書院、2011年、岡村繁（訳註者代表）、ISBN 978-4-625-67316-0
- 『白氏文集 八』（新釈漢文大系）、明治書院、2006年、岡村繁（訳註者代表）、ISBN 978-4-625-67312-2
- 『白氏文集 九』（新釈漢文大系）、明治書院、2005年、岡村繁（訳註者代表）、ISBN 978-4-625-67306-1
- 『白氏文集 十』（新釈漢文大系）、明治書院、2014年、岡村繁（訳註者代表）、ISBN 978-4-625-67320-7
- 『白氏文集 十一』（新釈漢文大系）、明治書院、2015年、岡村繁（訳註者代表）、ISBN 978-4-625-67321-4
- 『白氏文集 十二（上）』（新釈漢文大系）、明治書院、2010年、岡村繁（訳註者代表）、ISBN 978-4-625-67315-3
- 『白氏文集 十二（下）』（新釈漢文大系）、明治書院、2016年、岡村繁（訳註者代表）、ISBN 978-4-625-67323-8
- 『白氏文集 十三』（新釈漢文大系）、明治書院、2018年、総索引・全巻総目次、ISBN 978-4-625-67325-2

## 研究
- 白氏文集の批判的研究 花房英樹 2版 朋友書店 1974
- 白氏文集訓点の研究 宇都宮睦男 溪水社 1984.3
- 白氏文集歌詩索引 平岡武夫・今井清 同朋舎出版 1989.10
- 白氏文集を読む 下定雅弘 勉誠社 1996.10
- 旧鈔本を中心とする白氏文集本文の研究 太田次男 勉誠出版 1997.2
- 白氏文集諸本の系譜 神鷹徳治 大樟樹出版社 2019